# Anthemus nigriceps
Anthemus nigriceps är en stekelart som beskrevs av Girault 1934. Anthemus nigriceps ingår i släktet Anthemus och familjen sköldlussteklar. Inga underarter finns listade i Catalogue of Life.